# Calciet
Het mineraal calciet (ook wel kalkspaat) bestaat voornamelijk uit het zout calciumcarbonaat (CaCO3) en is een van de meest voorkomende mineralen in de aardkorst. Calciumcarbonaat ontstaat doordat oplosbare calciumionen in contact komen met CO2 (koolstofdioxide vormt een carbonaation als er een positief ion in een oplossing zit). Calciumcarbonaat is (onder normale atmosferische condities) een slecht oplosbaar zout, waardoor het gevormde CaCO3 neerslaat; dit gaat volgens de volgende reactie:
Ca2+(aq) + CO32−(aq) -→ CaCO3(s) .

## Kristaleigenschappen
Calciet heeft een trigonaal kristalstelsel en behoort tot de ruimtegroep R-3c. Een zeer zuivere vorm van calciet wordt ook wel dubbelspaat genoemd vanwege de dubbelbreking van licht in dit mineraal.
Het heeft een romboëdrische structuur en wordt soms als romboëdrische prisma's gevonden, maar het komt ook vaak in andere vormen voor, zoals scalenoëdra, of in vezel-, korrel- of kompakte vorm. De kristalstructuur is in hoofdzaak gevolg van de temperatuur, graad van oververzadiging in de nabije omgeving van het kristal en de CO2-druk. De calcietstructuur is de stabiele modificatie van CaCO3 bij kamertemperatuur. Er is een andere vorm, aragoniet, die bij 743K in calciet overgaat.

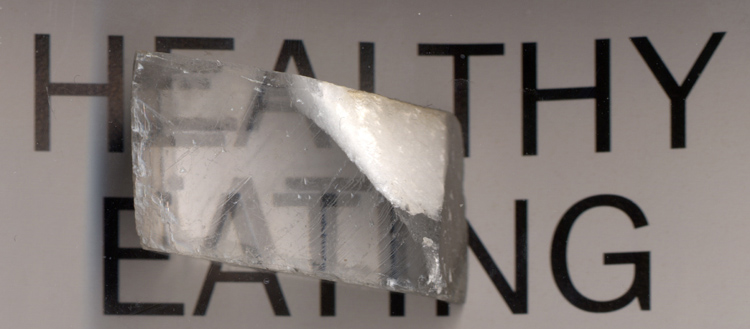
Dubbelbreking door calcietkristal

In zuiver kristallijne vorm is calciet helder, kleurloos doorschijnend, maar door onzuiverheden (zoals van koper of natrium- zouten) kan het allerlei kleuren aannemen, zoals grijs, blauw, violet, groen en zelfs zwart. Vaak is het ook ondoorzichtig wit. Het mineraal kan zowel fosforescentie als fluorescentie vertonen. De hardheid is per definitie 3.
Calciet is sterk dubbelbrekend. Deze optische eigenschap werd het eerst beschreven door Rasmus Bartholin toen de IJslandse vorm van het mineraal, die uit grote glasheldere romboëders bestaat, beschikbaar werd. Christiaan Huygens gaf de eerste verklaring met zijn golftheorie van het licht.

## Geologie
Calciet is een algemeen bestanddeel van sedimentaire gesteenten, van aders en in afzettingen in hete bronnen en spelonken in karstgebieden (als druipsteen). Het is het mineraal dat kalksteen vormt en daarmee het meest voorkomende mineraal van biologische oorsprong. Calciet is het hoofdbestanddeel van kalksteen, krijtgesteente en marmer en ook is het een belangrijk bestanddeel van mergel, kalkhoudende zandsteen en kalkschalies.
Calciet zorgt voor de chemische verwering bij stollings- en metamorfe gesteenten, waardoor er sedimentaire gesteenten ontstaan. Calciet is onder lichte druk oplosbaar in CO2-houdend water. Tijdens het neervallen in de lucht neemt regenwater het gasvormige koolstofdioxide op, waardoor het zuur wordt. Dit zure regenwater is in staat kalk op te lossen. In ondergrondse stromingen kan dit materiaal in oplossing vervoeren tot, na contact met atmosferische druk, CO2 ontsnapt en het calciet neerslaat. Zo worden stalagmieten en stalactieten in grotten gevormd.

## Gebruik
Vroeger werd de doorzichtige IJslandse vorm van calciet, die IJslandspaat werd genoemd, gebruikt voor het vervaardigen van  Nicolprisma’s. Sommige onderzoekers veronderstellen dat de Vikingen op zee navigeerden met behulp van kristallen van dit mineraal, waarmee ook bij bewolkt weer de zonnestand nauwkeurig is te bepalen. Tegenwoordig wordt kalksteen vooral in de bouw gebruikt als bouwelement, voor het vervaardigen van kalk en cement, terwijl marmer gebruikt wordt als bouw -en siersteen.

## Zie ook

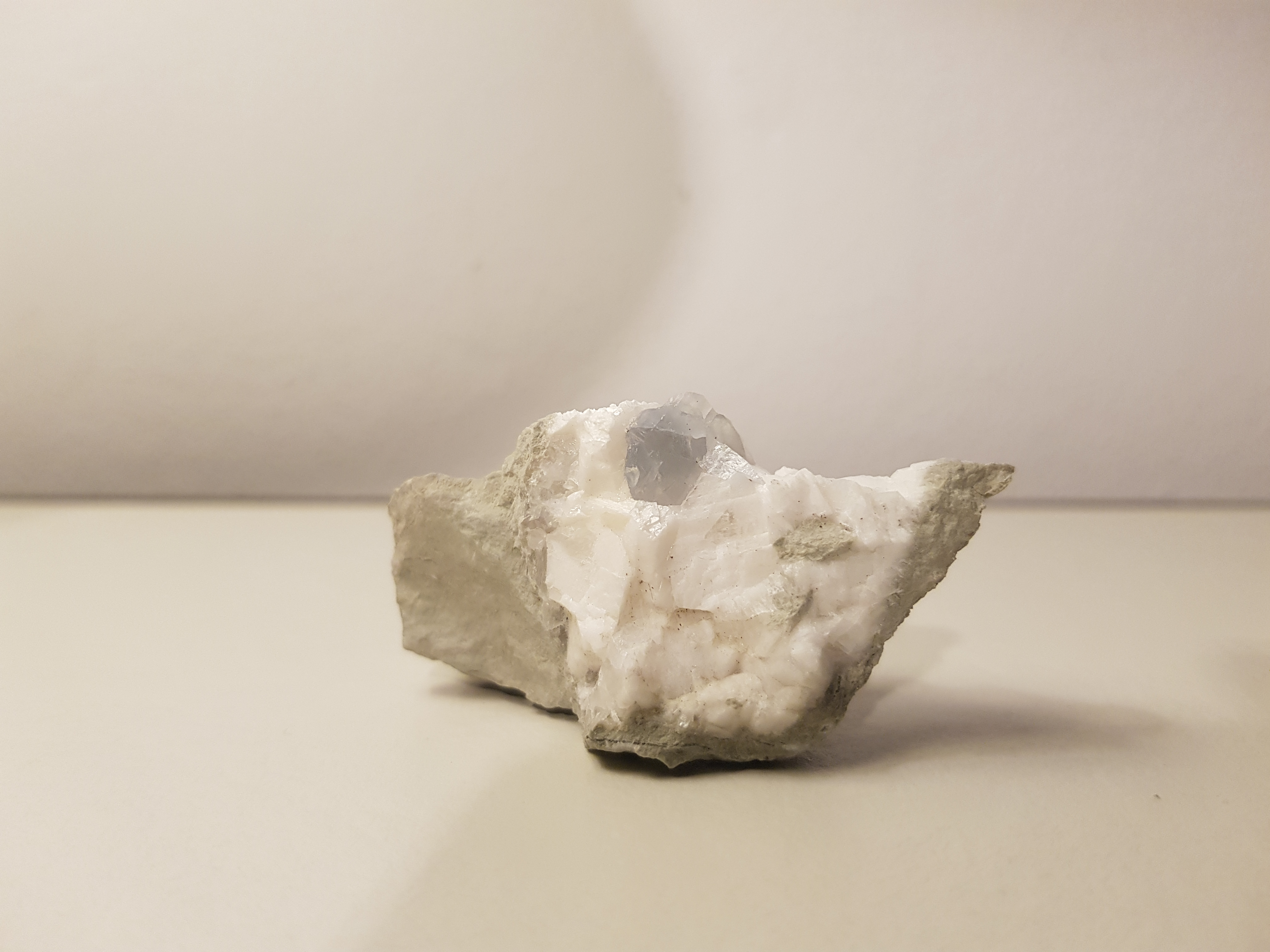
Calciet (wit) en celestien (doorschijnend) uit de Steengroeve Winterswijk
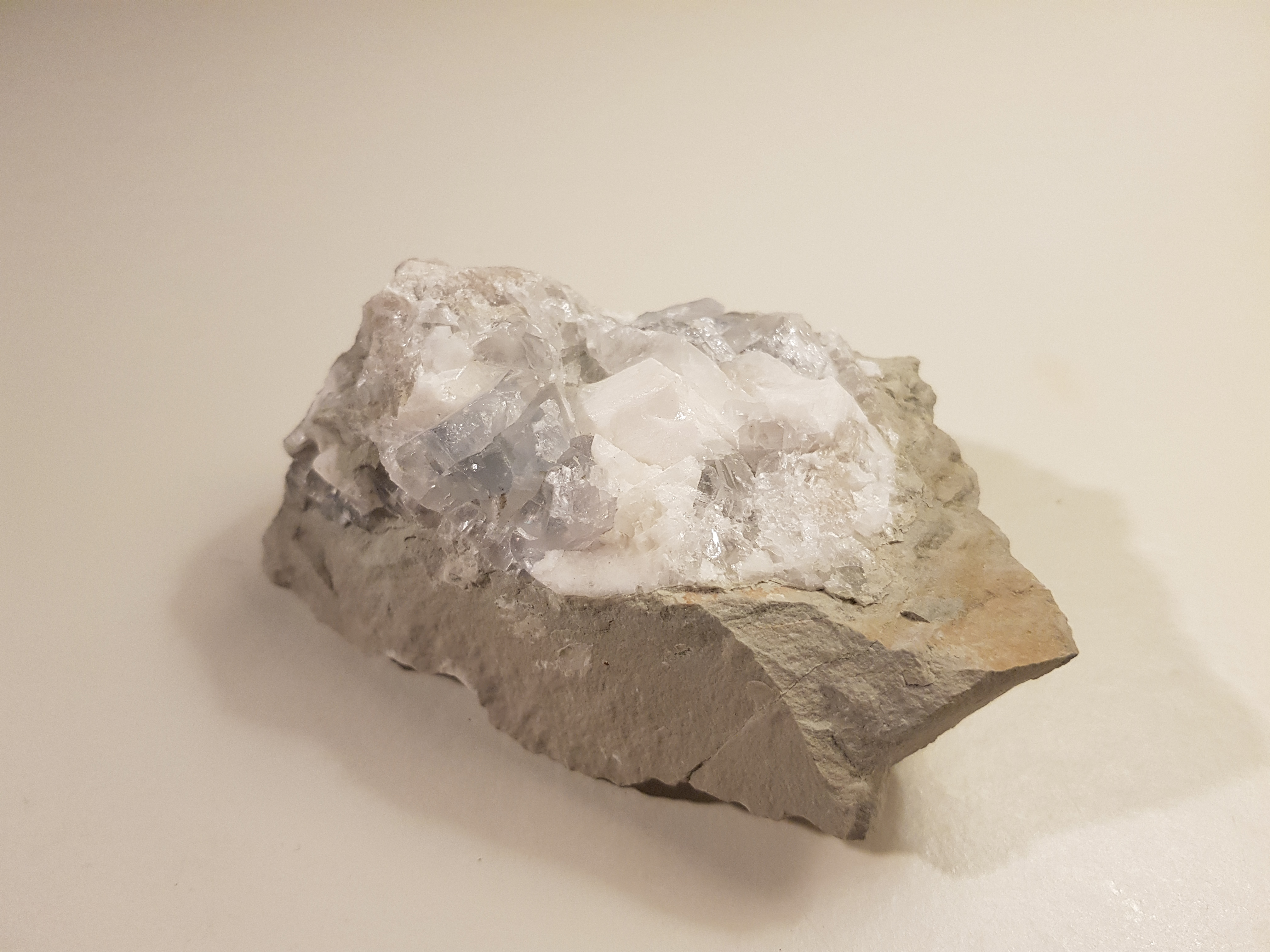
Idem
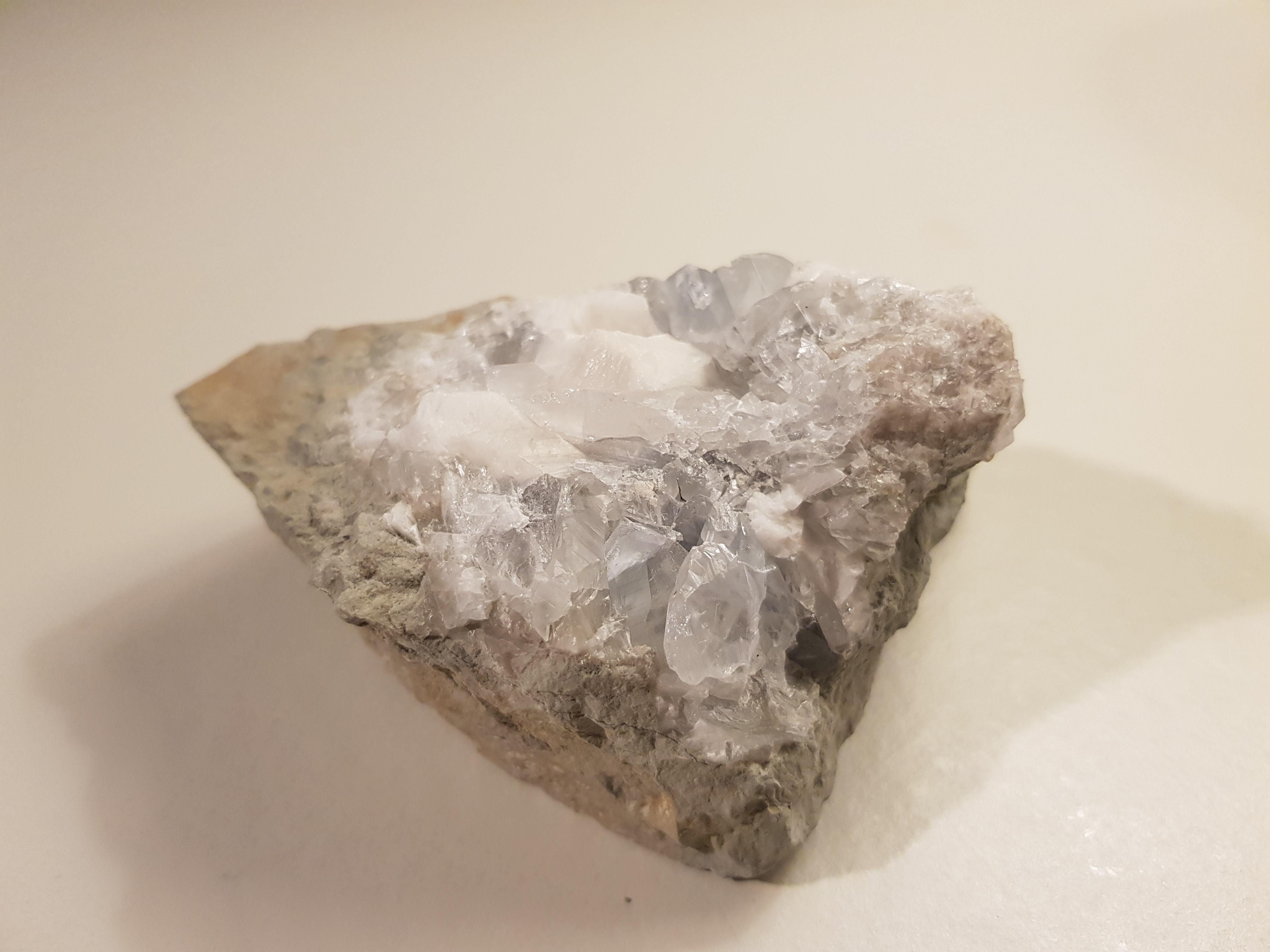
Idem